# Verzetswijk (Almere)
De Verzetswijk is een wijk in de Nederlandse stad Almere, in het stadsdeel Almere Stad Oost. 
Dicht bij de wijk zijn diverse scholen, kinderopvanglocaties en buurtwinkels te vinden. Ook het Station Almere Centrum ligt op loopafstand, wat de wijk aantrekkelijk maakt voor forenzen. Recreatieve voorzieningen zijn het Weerwater en het nabijgelegen Bos der Onverzettelijken, een herdenkingsbos ter nagedachtenis aan verzetsstrijders. 
Wat betreft de bebouwing bestaat de wijk voornamelijk uit eengezinswoningen, zowel in de koop- als huursector. Verspreid door de wijk zijn enkele appartementencomplexen te vinden.
Op 1 januari 2023 telde de wijk 3.480 inwoners, verdeeld over 1.376 woningen, op een oppervlakte van 1,1 km².

## Straatnamen
De Verzetswijk telt 27 straten met huisnummers, zie onderstaande tabel. De meeste namen volgen het thema van Nederland in de Tweede Wereldoorlog, in het bijzonder het Nederlands verzet.
| Straatnaam                    | Vernoeming                            | Deelwijk |
| ----------------------------- | ------------------------------------- | -------- |
| Generaal Overakkerstraat      | Roelof Theodorus Overakker            | oost     |
| Groep Meelhuysenstraat        | Willem Adam Meelhuysen                | oost     |
| Groep Welterhof               | Louis Joseph Welter                   | oost     |
| Groep Werninkhof              | Arnoldus Lambertus Jacques Wernink    | oost     |
| Hanna Hilgersstraat           | Hanna Christa Hilgers                 | oost     |
| Jan Wildschutstraat           | Johannes Wilhelmus Wildschut          | oost     |
| Java Legioenstraat            | het Java-Legioen                      | oost     |
| Johan Westerveldstraat        | Johan Hendrik Westerveld              | oost     |
| Johannes ter Horststraat      | Johannes ter Horst                    | oost     |
| Kapitein de Langestraat       | Reinder Gebbienus de Lange            | oost     |
| Leendert Valstarstraat        | Leendert Marinus Valstar              | oost     |
| Samuel Esmeijerstraat         | Samuel Esmeijer                       | oost     |
| Walraven van Hallstraat       | Walraven van Hall                     | oost     |
| Abelenpad                     | de witte abeel                        | west     |
| Bevrijdingstraat              | de bevrijding van de Duitse bezetting | west     |
| Cornelis Vlotstraat           | Cornelis Vlot                         | west     |
| David Verloopstraat           | David Verloop                         | west     |
| Frans Duwaerstraat            | Franciscus Duwaer                     | west     |
| Gustaaf Gelderstraat          | Gustaaf Henri Gelder                  | west     |
| Haagbeukweg                   | de haagbeuk                           | west     |
| Helena Kuipers-Rietbergstraat | Helena Theodora Kuipers-Rietberg      | west     |
| Hotel de Wereldstraat         | Hotel De Wereld                       | west     |
| Oltman Thomsenstraat          | Oltman Reinder Thomsen                | west     |
| Radio Oranjelaan              | Radio Oranje                          | west     |
| Verzetslaan                   | het Nederlands verzet                 | west     |

## Openbaar vervoer
Verzetswijk wordt doorsneden door een busbaan en heeft daaraan één bushalte waar de volgende buslijnen stoppen:
- Verzetswijk  M7   M8   322

### Metrobussen
| Lijn | Lijn            | Route                                  | Via | Opmerkingen                                                |
| ---- | --------------- | -------------------------------------- | --- | ---------------------------------------------------------- |
| M7   | Parkmetro       | Station Centrum - Station Oostvaarders | Flevoziekenhuis, Filmwijk, Parkwijk, Station Parkwijk, Tussen de Vaarten, Landgoederenbuurt, Faunabuurt, Bloemenbuurt, Station Buiten, Regenboogbuurt, Eilandenbuurt | Rijdt op zaterdag 24 uur per dag op een deel van de route. |
| M8   | Nobelhorstmetro | Station Centrum - Nobelhorst           | Flevoziekenhuis, Filmwijk, Parkwijk, Station Parkwijk, Tussen de Vaarten, Sallandsekant                                                                              |                                                            |

### R-net
| Lijn | Route                                               | via | Opmerking                                                            |
| ---- | --------------------------------------------------- | --- | -------------------------------------------------------------------- |
| 322  | Almere, Station Parkwijk - Amsterdam, Amstelstation | Almere Stad (Verzetswijk, Tussen de Vaarten, Sallandsekant, Danswijk, Veluwsekant, Busstation ’t Oor, Gooisekant), Almere Poort (Hogekant, Europakwartier, Topsportcentrum, Station Poort, Strand), Muiden (P+R, Maxisweg), Diemen (Diemerknoop), Amsterdam-Oost (Brinkstraat, Middenweg) | Rijdt buiten de spitsuren alleen tussen busstation 't Oor en Muiden. |